# مو ارابه‌ران
مو ارابه‌ران یک ستاره است که در صورت فلکی ارابه‌ران قرار دارد.